# Arthur (operációs rendszer)
Az Arthur egy korai GUI-s operációs rendszer, melyet az Acorn cég ARM processzor alapú gépeiben használtak 1987-től a RISC OS 2-ig, mely 1989 áprilisában lett kész. 
A munkaasztala meglehetősen egyszerű (primitív) volt. Tipikusan az a szín-séma jellemezte, melyre azt mondjuk "technicolour". Ennek egy korai "feldolgozása" (revision) nagyon hibás volt, és ez igazából egy befogadó-helyet (placeholder) jelentett egészen a RISC OS 2-ig (a nevét az "Arthur 2" helyett választották) s ezzel teljessé vált (a RISC OS 2). Az "Arthur" nevet állítólag azért kellett a 2 verziónál dobni, mert az operációs rendszer kiadásának időpontja egybeesett az "Arthur 2: On the Rocks" című filmmel. Arthur szerint valójában "Egy Risc-alapú operációs rendszer CSÜTörtökön" (az angol eredeti: "A Risc-based operating system by THURsday" – egy szójáték – a ford. megj.). Feltehetően az Arthur azért volt összetett, s nyaktörő (break-neck) a sebességben, mert forradalmi operációs rendszer volt és az "ARX" fejlesztésével nem lettek volna készen időre.
A legtöbb software, melyet Arthur-hoz, írtak fut RISC OS-on is. Ám néhány címet nem fejeznek be.